# Commiphora gracilifrondosa
Commiphora gracilifrondosa là một loài thực vật có hoa trong họ Burseraceae. Loài này được Dinter ex Van der Walt mô tả khoa học đầu tiên năm 1971.